# Эгнью, Пол
Пол Эгнью (англ. Paul Agnew; род. 1964, Глазго) — британский шотландский оперный певец (тенор) и дирижёр.  Его карьера тесно связана с ансамблем «Процветающие искусства» и его руководителем Уильямом Кристи.

## Биография
Музыкальное образование получил в колледже Магдалины Оксфордского университета . Работал в ансамблях Consort of Musicke, Tallis Scholars, Sixteen и Gothic Voices, сольную карьеру начал в 1990-х годах.
Вместе с «Процветающими искусствами» Эгнью исполнил от-контровые роли Язона в «Медее» Шарпантье, Ипполита «Ипполите и Арисии» Рамо, записал партии в «Сошествии Орфея в Ад» и «Версальских удовольствиях» Шарпантье; «Ацисе и Галатее» Генделя и Больших мотетах Рамо (премия журнала Gramophone 1995 года за лучший вокал в исполнении старинной музыки). 
В 2007 году под руководством Эгнью ансамбль исполнил произведения Антонио Вивальди, впервые «Процветающими искусствами» дирижировал не Уильям Кристи. С этого момента Эгнью совмещает сольную карьеру и дирижирование, наряду с Джонатаном Коэном являясь дирижером-ассистентом Уильяма Кристи в работе с оркестром «Процветающие искусства».